# Jeges pokol (film, 2021)
A Jeges pokol (eredeti cím: The Ice Road) 2021-ben bemutatott amerikai akció-thriller, melyet Jonathan Hensleigh írt és rendezett. A főszerepben Liam Neeson és Laurence Fishburne látható, mellékszerepeket Benjamin Walker, Amber Midthunder, Marcus Thomas, Holt McCallany, Martin Sensmeier, Matt McCoy és Matt Salinger alakítja. Ez Hensleigh első filmje a 2011-es Nem írnek való vidék óta. 
A filmet az Amerikai Egyesült Államokban a Netflix, az Egyesült Királyságban pedig az Amazon Prime Video adta ki digitálisan 2021. június 25-én. Általánosságban vegyes kritikákat kapott a kritikusoktól.

## Rövid történet
Egy távoli bányában, Kanada északi részén bányászok rekednek a mélyben. Kamionosoknak oda kell szállítaniuk egy mentőberendezést egy befagyott, de olvadó tavon keresztül, hogy megmentsék a csapdába esett bányászokat.

## Cselekmény
Egy manitobai bányában bekövetkezett metán robbanás 26 bányászt ejt csapdába. Mike McCann és testvére, Gurty, aki poszttraumás stressz zavarban és afáziában szenvedő iraki háborús veterán, egy teherfuvarozó cégnél dolgoznak, amíg Mike meg nem ver egy másik kamionost, mert az „fogyatékosnak” nevezi Gurtyt, ami miatt mindkettőjüket kirúgják. Mike megtudja, hogy Winnipegben szükség van jégúti kamionosokra, és jelentkeznek. Jim Goldenrod, egy másik kamionos beleegyezik abba, hogy mentőakciót vezessen, melynek célja, hogy egy kútfejet szállítson a bányához, több száz km távolságból, amivel a bányászokat ki lehet menteni. Felbérli McCannt és Gurtyt, valamint egy fiatal nőt, Tantoo-t, így három kamion indul el, mert az út annyira veszélyes (áprilisban az enyhébb idő miatt a jég olvadni kezd). Így ha a háromból csak egy fúrófej érkezik meg, az is sikernek számít. Ugyancsak csatlakozik Varnay biztosítási szakértő, aki a bányát birtokló Katka vállalat biztosítási kockázatértékeléséért felelős. 200.000 dollárt kapnak négyfelé osztva, amelyet a túlélők között osztanak szét, ha valaki közben meghalna. A bányászok morze üzenetekkel kommunikálnak a Katka vezetőivel, és a Katka vezérigazgatója azt válaszolja, hogy az alagút felrobbantásával tervezik kiszabadítani az embereket. De mindenki tudja, hogy körülbelül 30 órájuk van, utána vagy megfagynak, vagy elfogy számukra a levegő.
A csapat három kútfejjel indul a bánya irányába.  Útközben Jim kamionjának motorja váratlanul leáll. Miközben Jim megpróbálja megjavítani, a jármű pótkocsija alatt beszakad a jég, és Jim lába beszorul a kötélbe. Mivel a jeges víz már a melléig ér, meggyőzi Tantoo-t, hogy vágja el a másik kamionhoz rögzítő spanifert, aminek következtében a pótkocsija őt lerántja a jég alá, ezzel megmentve a másik két kamiont és a kútfejeket. A gyorsan közeledő nyomáshullám és a repedező jég elől menekülve a megmaradt két kamion megpördül és felborul, ami megállítja a jégen a nyomáshullámot, így a jég nem reped tovább.
Mike és Varnay azzal vádolja Tantoo-t, hogy szabotálta a Goldenrod kamiont (benzint öntött bele dízel helyett), de Tantoo elmondja, hogy a bányászok között van a bátyja, Cody is, tehát neki az az érdeke, hogy odaérjenek. Amikor folytatják a faggatását, pisztolyt ránt elő, de Gurty lefegyverezi és megkötözi. Miután a férfiak csörlő segítségével felállítják a kamionokat, Varnay bezárja Mike-ot és Gurtyt a furgonjuk hátuljába. Kiderül, hogy Varnay volt az, aki szabotálta a Goldenrod kamiont, majd leüti Tantoo-t. Dinamitokat gyújt Mike járművénél, és elhajt Tantoo-val, de Mike és Gurty időben kiszabadul a légkondicionálón keresztül, és Mike eldobja a dinamitot, mielőtt az felrobbanna a kamionjuk alatt. Varnay távolról látja a robbanást, és azt hiszi, hogy Mike és Gurty meghaltak.
Miközben a utánfutót kicsörlőzik a jégből, Gurty megpróbálja figyelmeztetni Mike-ot, hogy a csörlő nem fogja bírni a túlterhelést, de Mike mégis beindítja a gépet. A csörlő elszakad, Gurty és az utánfutó pedig a vízbe esik, de Mike kimenti testvérét. Varnay találkozik Sickle-lel, aki közli vele, hogy Mike és Gurty meghalt. Sickle utasítja Varnayt, hogy szabaduljon meg Tantoo-tól és az utolsó megmaradt kútfejtől úgy, hogy Tantoo veszítse el az irányítást, és hajtson le egy szikláról, hogy az  balesetnek tűnjön. Varnay készül megölni Tantoo-t, de Gurty házi patkánya, Skeeter megharapja, így Tantoo ki tudja lökni őt a kamionból. Mike és Gurty megérkezik, és megölik a Tantoo-t üldöző fegyvereseket.
Miután Tantoo-nak elfogy az üzemanyaga, mert Varnay szétkapcsolta az üzemanyag kiegyenlítőjét, utoléri, de Mike nekicsapódik a kamionjával Varnayénak, és az lezuhan egy szikláról. Varnay túléli, és dinamittal lavinát okoz. Mike és Gurty megmenekül, de Tantoo kamionját elsodorja a hó és megsebesíti egy faág. Átcsatolják magukhoz a pótkocsiját, és elhajtanak a kútfejjel. Varnay üldözőbe veszi őket Tantoo kamionjával (utánfutó nélkül), és elkezd oldalról nekik ütközni. Mike átugrik Varnay járművére, és verekedés közben mindketten leesnek róla. Dulakodás után Mike megpróbál elhajtani, de Varnay felmászik a kamionra. Mike kiüti Varnayt, felgyorsítja a furgont, és kiugrik belőle. A nyomáshullám miatt a jég beszakad, a kamion elsüllyed, megölve Varnayt. Eközben Tantoo és Gurty átkelnek egy régi hídon, amelyet nem a kamion súlyára terveztek, és épphogy átjutnak, mielőtt a híd összeomlik. Az átkelés után a teherautó elkezd hátrafelé csúszni, ami Gurty-t a kerítéshez nyomja, miközben megpróbálja megakadályozni a teherautó lezuhanását. Mike megérkezik és ott találja a haldokló öccsét. Mike és Tantoo éppen időben érkezik, hogy megmentsék a bányászokat. Miután megtudják az igazságot, hogy a metánérzékelőt szándékosan kapcsolták ki, a miniszter letartóztatja Sicklét a tetteiért.
Három hónappal később Tantoo a Goldenrod garázsában  szerelőként dolgozik, míg Mike vásárolt egy kamiont, amelyet "TRK TRK TRK"-nak nevezett el, miután Gurty korábban a megemlítette, hogy a saját teherautóját "Truck Truck Truck"-nak nevezné. Mike független sofőrként dolgozik, sportcikkeket szállít, miközben Gurty tiszteletére Skeeterre vigyáz.

## Szereplők
| Szerep                   | Színész            | Magyar hang      |
| ------------------------ | ------------------ | ---------------- |
| Mike McCann              | Liam Neeson        | Csernák János    |
| Jim Goldenrod            | Laurence Fishburne | Schneider Zoltán |
| Varnay                   | Benjamin Walker    | Szatory Dávid    |
| Tantoo, kamionos         | Amber Midthunder   | Mikecz Estilla   |
| Gurty McCann, Mike öccse | Marcus Thomas      | Rába Roland      |
| Lampard                  | Holt McCallany     | Király Attila    |
| Miner Cody               | Martin Sensmeier   | Pataki Ferenc    |
| Tully                    | Marshall Williams  | Varga Gábor      |
| Ügyvezető igazgató       | Matt McCoy         | Fazekas István   |
| Thomason vezérigazgató   | Matt Salinger      | Barbinek Péter   |
| Miniszterhelyettes       | Paul Essiembre     | Rosta Sándor     |

## A film készítése
A forgatásra Winnipegben került sor 2020 februárjában. A forgatás Île-des-Chênesben és a manitobai Gimliben is zajlott.

## Megjelenés
2021 márciusában a Netflix 18 millió dollárért megvásárolta a film amerikai forgalmazási jogait, és 2021. június 25-én digitálisan megjelent a szolgáltatáson. Ez volt a legtöbbet látogatott film a szolgáltatáson a debütáló hétvégén. A forgalmazók más országokban eltérőek maradnak, beleértve az Amazon Prime Videót az Egyesült Királyságban.

## Fogadtatás
A Rotten Tomatoes kritika-gyűjtő weboldalon a film 69 kritika alapján 42%-os minősítést aratott, 4,8/10-es átlagértékeléssel. A weboldal kritikai konszenzusa szerint „Liam Neeson továbbra is elsőrangú akcióhős; sajnos, mint számos legutóbbi akciófilmje, a Jeges pokol is egy kiszámíthatósággal kikövezett lejtmenet.” A Metacritic-en a film  átlagpontszáma 42 a 100-ból 24 kritikus alapján, ami "vegyes vagy átlagos kritikát" jelent.
Alonso Duralde, a TheWrap munkatársa kritizálta a filmet, és ezt írta: „A Jeges pokol olyan gyakran pontatlan és erőltetett, hogy még Liam Neeson megbízható jelenléte sem tudja megmenteni”.

## Fordítás
- Ez a szócikk részben vagy egészben  a   The Ice Road című angol Wikipédia-szócikk fordításán alapul.  Az eredeti cikk szerkesztőit annak laptörténete sorolja fel. Ez a jelzés csupán a megfogalmazás eredetét és a szerzői jogokat jelzi, nem szolgál a cikkben szereplő információk forrásmegjelöléseként.